# Península de Adelaida
La península de Adelaida (en inuktitut Illuiliq) es una gran península en Nunavut, Canadá. Se encuentra al sur de la isla del Rey Guillermo, y fue nombrada en honor de la reina consorte Adelaida, esposa del rey Guillermo IV del Reino Unido.
En 1839 fue alcanzada desde el oeste por Peter Warren Dease y Thomas Simpson. Starvation Cove, en el extremo norte de la península, fue el punto más meridional donde se sabe que llegaron los hombres de la expedición perdida de Franklin de 1845-1848 para buscar ayuda.